# Sister Bliss
Sister Bliss, pseudonimo di Ayalah Deborah Bentovim (Londra, 30 dicembre 1970), è una tastierista, produttrice discografica e disc jockey britannica.
È nota soprattutto per la sua carriera con i Faithless.

## Carriera
Nel 1995 ha fondato il gruppo Faithless insieme a Rollo, Jamie Catto e Maxi Jazz.
Tra le sue collaborazioni vi sono quelle con Zoë Johnston e con Dido, sorella di Rollo. Inoltre ha lavorato con Boy George e Robert Smith.
Nel 2001 ha pubblicato il doppio album Headliners: 02. Un secondo album dal titolo Nightmoves è uscito nel 2008.
Ha partecipato alla realizzazione di musiche per produzioni televisive, cinematografiche e teatrali.

## Discografia solista
- 2001 – Headliners: 02
- 2008 – Nightmoves